# Иван Горан Ковачић (филм)
Иван Горан Ковачић је југословенски филм из 1979. године. Љубиша Ристић је режирао и писао сценарио за овај филм. Ивана Горана Ковачића у филму глуми Раде Шербеџија.

## Улоге
| Глумац          | Улога              |
| --------------- | ------------------ |
| Ена Беговић     |                    |
| Петар Божовић   |                    |
| Дарко Чурдо     |                    |
| Милан Гутовић   |                    |
| Заим Музаферија |                    |
| Миле Рупчић     |                    |
| Раде Шербеџија  | Иван Горан Ковачић |